# Otto zu Stolberg-Wernigerode

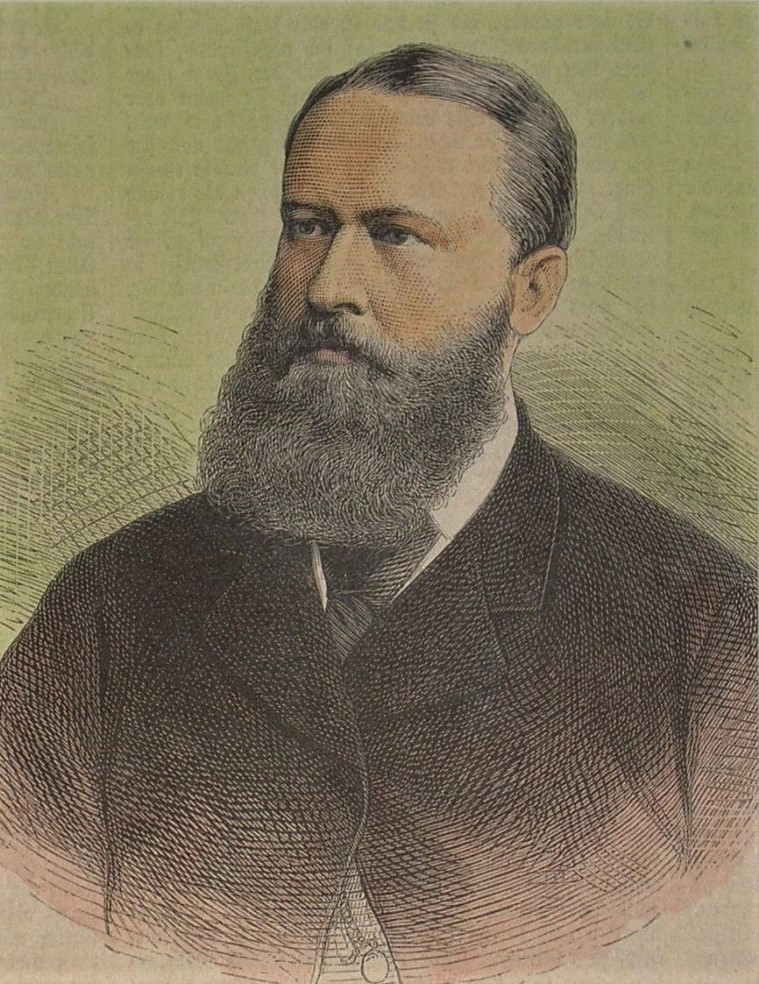
Teilkolorierter Holzstich (1876)

Otto Graf zu Stolberg-Wernigerode, ab 1890 Fürst zu Stolberg-Wernigerode (* 30. Oktober 1837 in Gedern; † 19. November 1896 auf Schloss Wernigerode) war ein deutscher Politiker der Kaiserzeit und Vizekanzler unter Otto von Bismarck.

## Kindheit und Jugend
Otto zu Stolberg-Wernigerode kam am 30. Oktober 1837 als drittes und letztes Kind des Erbgrafen Hermann zu Stolberg-Wernigerode und seiner Frau Emma, geborene Gräfin zu Erbach-Fürstenau, auf dem Schloss im hessischen Gedern zur Welt. Der Vater verstarb, erst 39 Jahre alt, kurz vor Ottos viertem Geburtstag aus Verzweiflung über den Verlust seines ältesten Sohnes Albrecht. Otto erhielt zunächst Hausunterricht, ab Herbst 1850 besuchte er die Eilersche Erziehungsanstalt in Freiimfelde bei Halle (Saale). Da er sich dort nicht wohlfühlte, schickte ihn das Familienoberhaupt, sein Großvater Henrich, auf das Gymnasium in Duisburg. Dort galt er als mittelmäßiger Schüler mit Hang zur Bummelei und zur Unaufmerksamkeit. Nach dem Abitur im Sommer 1856 studierte Otto in Göttingen und Heidelberg Staatsrecht, Geschichtswissenschaft und Nationalökonomie, wobei ihm neben einem „Geleitsmann“ noch ein Reitknecht und ein Kammerdiener zur Verfügung standen. Einen formalen Studienabschluss erreichte Otto nicht, stattdessen bildete eine längere Reise im Sommer/Herbst 1858 nach der Schweiz und Italien den Abschluss seiner Ausbildung.

## Herrschaftsantritt und Militärdienst
Ottos Vormund und Großvater Henrich war Februar 1854 gestorben, hatte jedoch festgelegt, dass Otto erst mit 21 Jahren, dem damaligen Volljährigkeitsalter, die Nachfolge antreten dürfe. In der Zwischenzeit fungierten sein Onkel Botho zu Stolberg-Wernigerode und ein Neffe seines Großvaters, Wilhelm zu Stolberg-Wernigerode, als Vormünder. Botho leitete die Verwaltung der Grafschaft de jure in der Zeit der Vormundschaft und de facto auch in den ersten Jahren danach, als Otto kaum in Wernigerode anwesend war.
Obwohl als Angehöriger einer mediatisierten Familie nicht wehrpflichtig, hatte der auf Renommee bedachte Otto sich schon während seiner Studienzeit im Februar 1857 als Offizier à la suite der preußischen Armee anstellen lassen. Im Januar 1859 begann er seinen tatsächlichen Militärdienst als Seconde-Lieutenant im Regiment Gardes du Corps. Seine reguläre Offiziersprüfung legte Otto erst im März 1860 ab. Im Mai 1861 schied er aus dem aktiven Dienst aus, wurde aber auch anschließend (wie zumindest bei Hochadligen üblich) weiter befördert. Während der Militärzeit knüpfte er enge Kontakte zum späteren Kaiser Wilhelm I. und dessen Sohn Friedrich Wilhelm sowie zu anderen Angehörigen des Hochadels, aber auch zu den Spitzen der preußischen Verwaltung und zu den in Berlin anwesenden fremden Diplomaten. Auch die Teilnahme an der Krönung Wilhelms I. in Königsberg im Oktober 1861 und der Besuch der Weltausstellung in London im August 1862 erweiterten den Gesichtskreis wie die persönlichen Kontakte Ottos, bis hin zum damaligen Prince of Wales, dem späteren König Eduard VII.

## Erste Jahre als „Regierender“ Graf
Obwohl die Grafschaft Wernigerode Teil des Königreiches Preußen war, verfügte das jeweilige Oberhaupt der gräflichen Familie als Nachfolger der ehemals dieses Territorium souverän regierenden Herren über bestimmte Sonderrechte. So standen ihm Sitz und Stimme im Provinziallandtag der Provinz Sachsen, wegen der Grafschaft Hohnstein in der Ersten Kammer der Ständeversammlung des Königreichs Hannover und wegen der Herrschaft Gedern auch in der Ersten Kammer der Landstände des Großherzogtums Hessen zu. Auch durfte er einen Teil der in der Grafschaft wirkenden Beamten und Geistlichen selbst ernennen und für den Rest der preußischen Regierung zumindest Personalvorschläge präsentieren. Bis 1848 stand dem Grafen auch die Gerichtsbarkeit in seiner Grafschaft zu.
Solange Preußen eine absolute Monarchie gewesen war, wurden Art und Umfang dieser Sonderrechte in Verträgen zwischen der Krone und jeder der rund 20 standesherrlichen Familien festgelegt. Nach der Revolution 1848 beanspruchte jedoch der Preußische Landtag, insbesondere dessen liberale Abgeordneten, ein Mitbestimmungsrecht. Dies betraf erstmals den 1862 neu abgeschlossenen Rezess, wonach
- das bisher nur dem Grafen unterstehende Konsistorium der Grafschaft dem preußischen Oberkirchenrat unterstellt,
- die Gerichtsorganisation neu geregelt und
- eine Optionsmöglichkeit für die Aufhebung der bisherigen gräflichen Grundsteuerfreiheit vereinbart

wurde. Eine Kommission des Landtages legte nach staatsrechtlicher Untersuchung der mit mehreren Standesherren abgeschlossenen, unter sich ähnlichen Verträge einen Bericht vor, wonach sowohl das Recht auf Präsentation von Richtern und anderen Justizbeamten als auch jegliche Steuerfreiheit mit der preußischen Verfassung unvereinbar seien. Auch wenn die Regierung letztlich nicht der Meinung der Abgeordneten folgte, verursachte diese „Einmischung der Untertanen“ in herrschaftliche Vertragsverhältnisse Otto erheblichen Ärger und Sorge.
Im Herbst 1862 nahm Otto das erste Mal an den Verhandlungen des Provinziallandtages in Merseburg teil und wurde sogleich in den Provinzialausschuss, das Leitungsgremium des Landtages unter Vorsitz des Landtagsmarschalls, Ottos Onkel Botho, gewählt. Seit dem Sommer 1863 bemühte Otto sich, zwecks Unterstützung der im Heeres- und Verfassungskonflikt befindlichen Regierung unter Otto von Bismarck bei den im Oktober anstehenden Wahlen zum Abgeordnetenhaus, um die Gründung eines konservativen Provinzialvereins, die allerdings erst am 15. Dezember 1863 zustande kam. Otto wurde dessen erster Präsident. Bei der Feier zum 50-jährigen Bestehen der Provinz Sachsen im September 1865 hatte Otto sein erstes längeres persönliches Gespräch mit Bismarck, bei dem er einen guten Eindruck hinterließ. Unmittelbar nach der Feier besuchte der preußische Kronprinz mit seiner Frau Viktoria zum ersten Mal Wernigerode.
Seit 1859 war Otto Mitglied des Johanniterordens, zunächst, da er das 30. Lebensjahr noch nicht erreicht hatte, als vom König ernannter (minderberechtigter) „Ehrenritter“. Aufgrund dieser Mitgliedschaft wurde Otto im Krieg von 1866 als Ordonnanzoffizier zu den das Königreich Hannover besetzenden Truppen kommandiert, wo er sich um die Einrichtung von Lazaretten und andere Bedürfnisse der Verwundeten kümmerte. Nach dem Ende des Krieges wurde Otto zum Rittmeister befördert.

## Der weitere politische Aufstieg

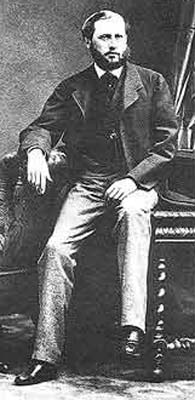
Porträt von Otto zu Stolberg-Wernigerode, um 1866

1867 kandidierte Otto als ausdrücklich regierungsfreundlicher Kandidat für den konstituierenden Norddeutschen Reichstag in einem Wahlkreis, der sowohl die Grafschaft Wernigerode als auch das Gebiet um Halberstadt umfasste. Durch massive Beeinflussung der Wähler, die nach den Wahlen auch am 8. März 1867 im Norddeutschen Reichstag zur Sprache kam, gelang es ihm, das Mandat zu erringen. Als einer der jüngsten Abgeordneten fungierte Otto auf der Eröffnungssitzung als vorläufiger Schriftführer. Er trat keiner Fraktion förmlich bei, sondern hospitierte bei den damals neugegründeten Freikonservativen. Der Aufenthalt in Berlin bot ihm auch Gelegenheit, die Kontakte zu Angehörigen der königlichen Familie, zu Bismarck und anderen Spitzen der preußischen Gesellschaft zu vertiefen. In den am 31. August 1867 gewählten ersten ordentlichen Norddeutschen Reichstag wurde er nicht mehr gewählt. Stattdessen wurde Stolberg-Wernigerode 14. September 1867 zum ersten Oberpräsidenten der neu errichteten Provinz Hannover ernannt. Die preußische Staatsregierung hoffte, durch ihn, der ja bis 1866 auch Hannoveraner Staatsbürger gewesen war, die neue Provinz schneller in den Staat zu integrieren. Dies gelang in seiner bis 1872 dauernden Amtszeit auch weitgehend, da er sich aktiv für eine möglichst große Selbstverwaltung der Provinz einsetzte und die Verwaltungsstrukturen nur behutsam änderte. Zeitgleich mit der Ernennung zum Oberpräsidenten wurde Stolberg-Wernigerode zum Major befördert.
Nach seinem 30. Geburtstag nahm Stolberg-Wernigerode den erblichen Sitz seiner Familie im Herrenhaus selbst ein und war schon aus diesem Grunde regelmäßig in Berlin, wo es meist auch zu Gesprächen mit Bismarck oder dem jeweiligen preußischen Innenminister kam. Andererseits beanspruchten ihn das Berliner und das Hannoveraner Amt so sehr, dass er die Verwaltung der Grafschaft mittels Vollmachten fast vollständig in die Hände von Beamten gab.
Am 3. März 1871 fanden die Wahlen zum ersten Reichstag des Deutschen Reiches statt. Stolberg-Wernigerode sah im heimatlichen Wahlkreis Magdeburg 8 gegen den Altliberalen August von Bernuth, dem er 1867 unterlegen war, keine Chance für sich und kandidierte daher im Wahlkreis Hannover 5, zu dem u. a. Melle, Diepholz und Wittlage gehörten. Seine Kandidatur wurde auch von der Nationalliberalen Partei unterstützt, da der aussichtsreichste Gegenkandidat Ludwig Brüel Mitglied der partikularistischen Deutsch-Hannoverschen Partei war. Gleichfalls 1871 wurde Stolberg-Wernigerode zum Landtagsmarschall des Provinziallandtages der Provinz Sachsen ernannt, so dass er neben seiner amtlichen Tätigkeit noch drei Parlamentsmandate wahrnahm. Dies bedeutete ein äußerst unstetes Leben, bei dem er Frau und Kinder nur selten und kurz sah.
Im August 1872 starb überraschend der Präsident des Preußischen Herrenhauses, Ottos Onkel Eberhard zu Stolberg-Wernigerode. Für die Verabschiedung der anstehenden Kulturkampfgesetze sowie der neuen Kreisordnung suchte Bismarck einen unbedingt loyalen Nachfolger, da die scharfe Opposition der Altkonservativen um Hans Hugo von Kleist-Retzow bereits im Abgeordnetenhaus deutlich geworden war. Bismarcks Wahl fiel auf Otto, der unter der Bedingung zustimmte, von seinem Amt in Hannover bald entbunden zu werden. Am 22. Oktober 1872 wurde er mit 84 von 167 abgegebenen Stimmen zum Herrenhaus-Präsidenten gewählt, am 27. Februar 1873 als Oberpräsident abberufen.
Zur Reichstagswahl 1874 wechselte Stolberg-Wernigerode wiederum den Wahlkreis. Nunmehr trat er im Wahlkreis Hannover 13 an, wozu neben Goslar und Zellerfeld auch die gräfliche Herrschaft Ilfeld zählte. Zur Reichstagswahl 1877 verteidigte er dieses Mandat, schied aber wegen der gesetzlichen Bestimmungen mit der Ernennung zum Stellvertreter des Reichskanzlers 1878 aus dem Reichstag aus.
Im Frühjahr 1876 stimmten beide Häuser des Preußischen Landtags einem Gesetz zu, welches die Rechtsverhältnisse aller drei Linien des Stolberger Grafenhauses entscheidend änderten: Zumindest de jure verloren sie zum 1. Oktober 1873 weitgehend ihre Privilegien in der Verwaltung und Rechtsprechung: Die gräfliche Regierung wurde aufgelöst und von der Provinzialregierung ein Landrat sowie Amtsvorsteher ernannt, außerdem entfielen die Virilstimmen in den Landtagen der Provinzen Sachsen und Hannover. Seitdem bezeichnete sich Stolberg-Wernigerode auch nicht mehr als Regierender Graf. De facto behielten die Grafen ihren bisherigen Einfluss allerdings weitgehend.
Im Herbst 1875 brachte eine Frage des höfischen Rangs und Streitereien um den Vortritt am Sankt Petersburger Zarenhof Bismarck in die Notwendigkeit von Personalveränderungen. Der bisherige deutsche Botschafter in Wien, Hans Lothar von Schweinitz, wurde nach Petersburg versetzt und Stolberg-Wernigerode zu seinem Nachfolger in Wien ernannt. Zu seinen Mitarbeitern gehörten zeitweise Herbert von Bismarck und Bernhard von Bülow. Der ebenfalls in Wien zu dieser Zeit eingesetzte Adolf Graf von Keller (1843–1894) musste auf Druck des österreichischen Außenministeriums 1877 wegen erwiesener nachrichtendienstlicher Tätigkeit im Gastland seines Postens enthoben werden. Bis zur Abberufung als Botschafter im Juli 1878 erfreute sich Stolberg-Wernigerode des besonderen Vertrauens sowohl Kaiser Franz Josephs I. als auch des österreichisch-ungarischen Außenministers Graf Andrássy.

## Vizekanzler
Direkt aus dem Wiener Amt heraus wurde Stolberg-Wernigerode gemäß dem im März 1878 verabschiedeten Stellvertretungsgesetz zum ersten Stellvertreter des Reichskanzlers und zum Vizepräsidenten des preußischen Staatsministeriums berufen. Damit galt er als vermutlicher Nachfolger Bismarcks. Seine größte Leistung in dieser Position gelang ihm zweifelsohne im Herbst 1879, als er den Widerstand von Kaiser Wilhelm I. gegen den geplanten Zweibund mit Österreich brechen konnte, womit das wichtige Bündnis beider Staaten gegen Russland unterzeichnet werden konnte. Im April 1880 brachte er für den krankheitsbedingt verhinderten Bismarck die Samoa-Vorlage in den Reichstag ein, die jedoch von den Abgeordneten mit 128 zu 112 Stimmen abgelehnt wurde, was der deutschen Kolonialpolitik einen Rückschlag versetzte. Aufgrund häufiger Meinungsverschiedenheiten mit dem „Eisernen Kanzler“ legte der Graf das Amt des Vizekanzlers am 20. Juni 1881 nieder.

## Weitere Ämter und Ehrenämter

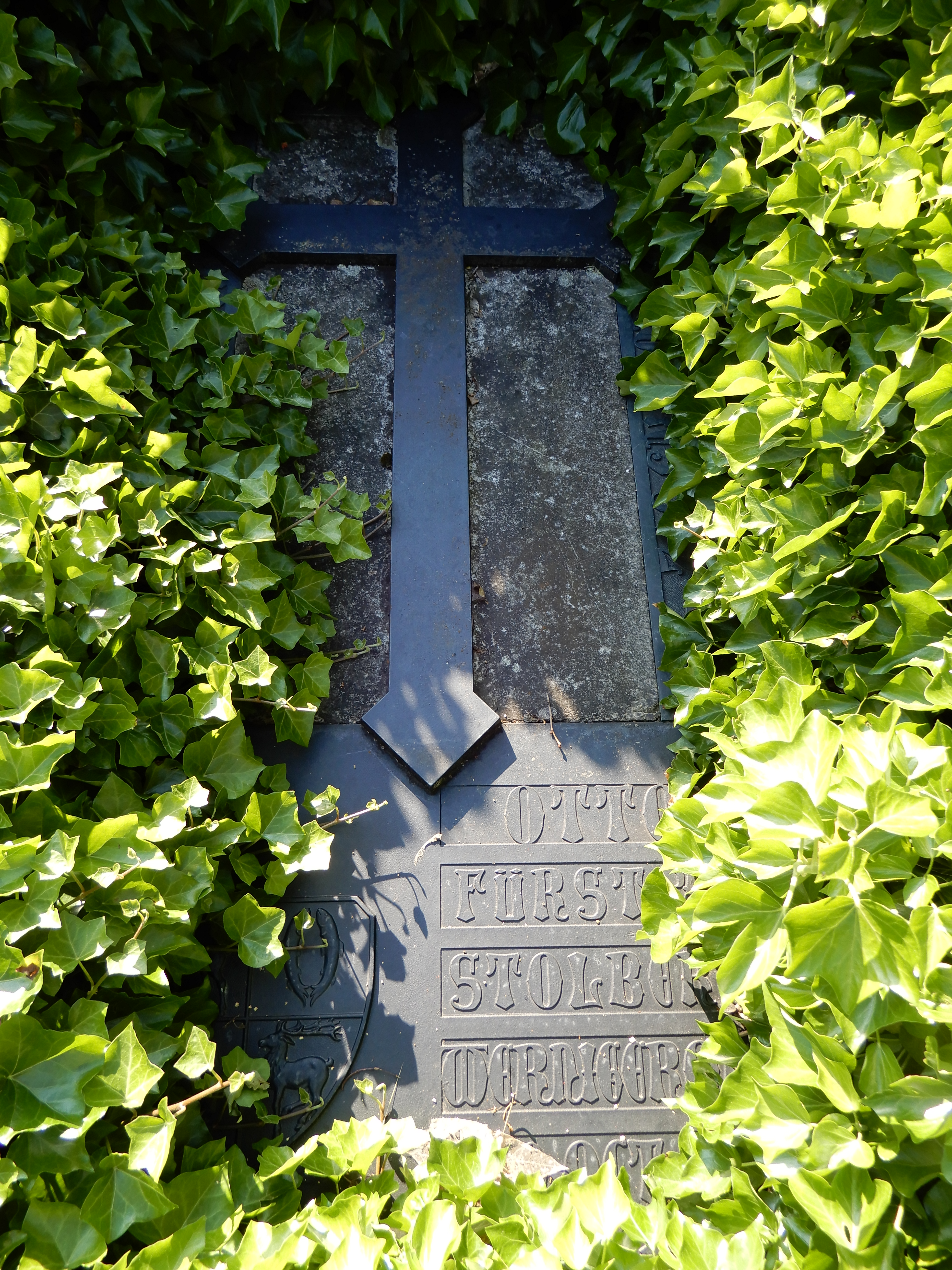
Grabstätte auf dem Schlossfriedhof Wernigerode

Jedoch blieb er Preußen und dem Kaiserhaus treu verbunden und übernahm 1884 den Posten des Oberstkämmerers (bis 1894). Von 1885 bis 1888 war er Minister des königlichen Hauses. Im Jahre 1890 wurde ihm von Kaiser Wilhelm II. das Führen eines Reichsfürstentitels aus dem Jahre 1742 genehmigt, auf dessen Annahme sein Vorfahre Graf Christian Ernst verzichtet hatte. 1884 wurde er Corpsschleifenträger der Saxo-Borussia. Er starb 59-jährig in Wernigerode.
Das hohe Ansehen, das er zeitlebens genoss, zeigt sich vor allem durch die vielen Ämter, die er außerhalb der Politik innehatte: Kommendator des Johanniterordens (1867–1876) und später ab 1891 Kanzler des Schwarzen Adlerordens, Vorsitzender der außerordentlichen Generalsynode der Evangelischen Landeskirche der älteren Provinzen Preußens von 1875, des Zentralkomitees der deutschen Vereine und des preußischen Vereins vom Roten Kreuz.
Der Ottofels bei Wernigerode wurde nach ihm benannt.

## Feudalherr und Industriemagnat
Stolberg-Wernigerode gehörte zeit seines Lebens zu den reichsten Männern Preußens. Grundlage dafür waren die großen Waldungen sowie die Eisenhütten und Gießereien im Harz.
1891 wurde er Mitglied der Astrolabe-Compagnie.

## Wirken

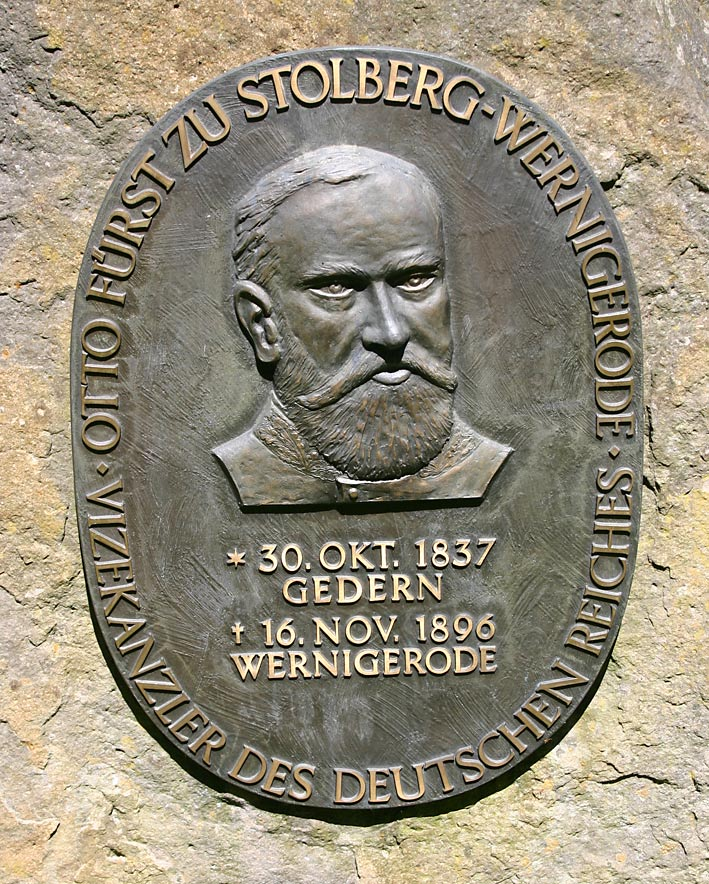
Gedenktafel im Gederner Schlosspark mit falschem Sterbedatum

Noch vor Bismarck trat Otto zu Stolberg-Wernigerode für eine Sozialpolitik mit umfassender Fürsorge für das Wohl der Arbeiter, deren elendige Lebensumstände er erkannte, ein. Mit Zugeständnissen an die Arbeiterklasse wollte er den Einfluss der Sozialdemokratie verringern und die bestehende Ordnung erhalten. Gerade als Mitglied des Verbandes zur Verbesserung der ländlichen Arbeitsverhältnisse, der in erster Linie im Sinne der Großgrundbesitzer die wirtschaftlichen Verhältnisse seiner Zeit aufrechterhalten sollte, war ihm dies ein zentrales Anliegen. So stimmte er Bismarcks straffen Sozialistengesetzen von 1878 zwar zu, war aber keineswegs glühender Befürworter dieses Gesetzeswerks, weil er dessen Scheitern vermutlich voraussah.
Auch gehörte der Graf zu jenen adligen Kreisen, die sich als sehr heimatverbunden zeigten. Er residierte mit seiner Familie im Schloss Wernigerode. In den Jahren 1862 bis 1893 ließ er die Burg vom Architekten Carl Frühling im großen Stil umbauen und schuf damit ein Leitbild des norddeutschen Historismus. Im dortigen Schreibzimmer entwarf er die Stolberger Sozialgesetzgebung, die in der Grafschaft erstmals Arbeiterkrankenkasse, Pensionskasse und Unfallversicherung einrichtete. Außerdem trug er viel zur wirtschaftlichen Entwicklung des Gebietes bei. Ihm gehörten 520 km² Grundbesitz und zahlreiche Fabriken, darunter in Ilsenburg (Harz) und Magdeburg, die ihm in den 1870ern etwa 1,5 Millionen Mark einbrachten. Da er Zugang zu fortschrittlichen Kreisen des Großbürgertums hatte, konnte er seinen Besitz wirtschaftlich auf der Höhe der Zeit halten. Er errichtete unter anderem Zuckerfabriken; die Erzeugnisse seiner Eisenhütte in Ilsenburg wurden international hoch gelobt und erhielten zahlreiche Auszeichnungen, beispielsweise auf der Weltausstellung 1867 in Paris.

## Familie
Am 22. August 1863 heiratete Otto in Stonsdorf in Niederschlesien seine damals 26-jährige Cousine, die Prinzessin Anna Reuß zu Köstritz, die er von Kindheit an kannte, denn beider Mütter waren Schwestern. Am 28. August trafen die Eheleute in Wernigerode ein, wo Otto einen Empfang mit großem Pomp organisiert hatte. Aus der Ehe gingen im Laufe der Zeit vier Söhne und drei Töchter hervor, wobei Otto deren Erziehung weitgehend seiner Frau überließ.
- Christian Ernst (1864–1940), 2. Fürst zu Stolberg-Wernigerode ⚭ 1891 Gräfin Marie zu Castell-Rüdenhausen (1864–1942)
- Elisabeth (1866–1928) ⚭ 1885 Graf Constantin zu Stolberg-Wernigerode (1843–1905)
- Hermann (1867–1913) ⚭ 1910 Prinzessin Dorothea zu Solms-Hohensolms-Lich (1883–1942)
- Wilhelm (1870–1931) ⚭ 1910 Prinzessin Elisabeth zu Erbach-Schönberg (1883–1966)
- Heinrich (1871–1874)[17]
- Marie (1872–1950) ⚭ 1902 Graf Wilhelm zu Solms-Laubach (1861–1936)
- Emma (1875–1956) ⚭ 1894 Fürst Karl zu Solms-Hohensolms-Lich (1866–1920)